# Вільянасар
Вільянасар (ісп. Villanázar) — муніципалітет в Іспанії, у складі автономної спільноти Кастилія-і-Леон, у провінції Самора. Населення — 339 осіб (2010).
Муніципалітет розташований на відстані близько 250 км на північний захід від Мадрида, 55 км на північ від Самори.
На території муніципалітету розташовані такі населені пункти: (дані про населення за 2010 рік)
- Мосар: 124 особи
- Весілья-де-Трасмонте: 125 осіб
- Вільянасар: 90 осіб

## Демографія
Динаміка населення (INE ):

## Галерея зображень

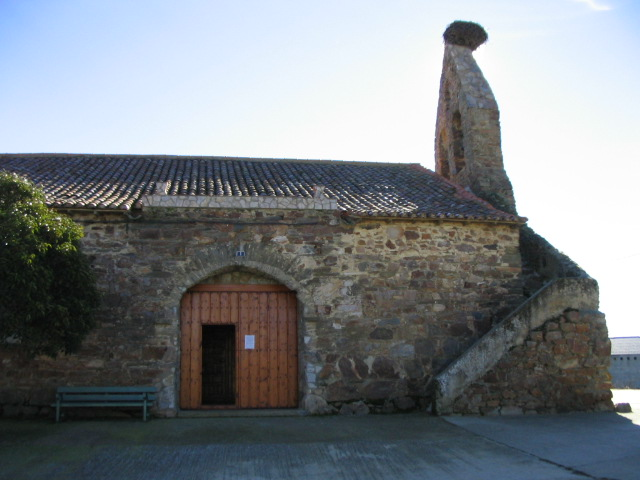
Церква у Вільянасарі